# Polèmica dels Antics i els Moderns

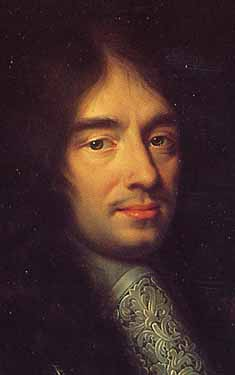
Charles Perrault inicià la polèmica.

La Polèmica dels Antics i els Moderns (en francès, querelle des Anciens et des Modernes) va ser una polèmica que va sorgir a l'Académie française i va commoure el món literari i artístic de finals del segle xvii. La polèmica es desfermà quan en Charles Perrault va llegir el poema seu El segle de Lluís el Gran, en 1687, al qual manifestava la superioritat de la cultura esdevinguda sota l'auspici del monarca davant dels que defensaven la superioritat de la cultura de l'antiguitat clàssica.
A partir d'aquest moment, els termes modernitat i modern, entès com a quelcom recent, esdevenen per primer cop mots de connotacions positives (almenys per a un cert grup de persones). Defensaven l'art recent els Moderns, representats sobretot per Perrault, que va llançar la polèmica i revolucionar el pensament de l'època amb el seu poema. Per a ells l'art clàssic dels antics grecs i romans no era immillorable, i a més opinaven que l'art havia d'evolucionar, innovar i adaptar-se als nous gustos i circumstàncies de cada temps. Altres moderns de l'època van ser, per exemple, Jean Bodin, Honoré de Balzac, Descartes, Pierre Corneille, Blaise Pascal i Antoinette Des Houlières.
En canvi, els Antics o clàssics entenien que la bona literatura, o art en general, ho era en mesura que imitava bé els clàssics, ja que a l'antiguitat grega i romana s'havia assolit la perfecció en aquests camps, i que tot allunyament d'ells era un error i disminució de la qualitat. Aquesta postura dels Antics estava encapçalada per Nicolas Boileau-Despreaux i recolzada per un grup força més nombrós d'homes de poder, científics, pensadors i artistes, dels quals es poden destacar, per exemple, Francis Bacon, Antoine Arnauld, François de La Rochefoucauld, Lluís II de Borbó-Condé, Jean de La Fontaine, Marie de Sevigné, Marie-Madeleine de La Fayette, Jean Racine, Jean de La Bruyère i Jean-Jacques Rousseau.